# Witold Skorb
Witold Skorb (ur. 1 lipca 1906 w Rynkowcach, zm. 19 stycznia 1995) − żołnierz Armii Krajowej; kawaler Orderu Virtuti Militari.
Syn Marcina i Michaliny z d. Powajbo.

## Okres okupacji
W kampanii wrześniowej 1939 roku walczył w obronie Warszawy. W niemieckiej niewoli przebywał w obozach jenieckich w Stargardzie i Anklam. Za próbę ucieczki został osadzony w karnym obozie w Greiswaldzie.
W 1944 uciekł ponownie. Kolejny raz został aresztowany i po raz kolejny uciekł. Trafił do konspiracji. Pseudonim konspiracyjny "Woronko". Został szefem łączności 2 batalionu 77 Pułku Piechoty AK.

## Okres powojenny
Po wojnie pracował w Szczecinie jako geodeta.

## Ordery i odznaczenia
Pierwotny wykaz orderów i odznaczeń podano za: Danuta Szyksznian Jak dopalał się ogień biwaku. s. 438
- Srebrny Krzyż Virtuti Militari
- Krzyż Walecznych